# 景州塔
景州塔，全稱開福寺釋迦文舍利塔，又稱“開福寺舍利塔”，是一座八角十三级楼阁式砖石塔，位于中华人民共和国河北省衡水市景县。该塔始建年代据推断为北魏时期，现存塔身为宋代重建。该塔与沧州铁狮子、赵州桥、隆兴寺铜菩萨像并称为河北古代四宝。1996年，景州塔被列为全国重点文物保护单位。

## 历史
景州塔又名释迦文舍利宝塔、开福寺舍利塔、景州舍利塔，因所在地景县古时为景州而被俗称为景州塔。该塔的始建年代不详，该塔上悬挂有三块写有“齐隋重修”字样的铁匾，故被推测始建于北魏时期，同时证明该塔在北齐和隋朝时期均有重修。北宋元丰二年（1079年），景州塔按照宋代的风格重建。相传该塔在建造时用土堆做脚手架，土堆的始终与在建中的塔登高，塔修好后再将土堆运走。金代天眷二年（1139年）、明朝正德十二年（1517年）时均有重修。明朝永乐五年（1407年），景州塔周围建起一座名为开福寺的寺庙，该塔遂又称为“开福寺舍利塔”。中华人民共和国成立后，景州塔与沧州铁狮子、赵州桥、隆兴寺铜菩萨像并称为河北古代四宝。1973年，景州塔曾被重修。1996年，景州塔以“开福寺舍利塔”之名被列为全国重点文物保护单位。2003年10月，景州塔得到维修。2010年5月，河北省文物局评选“河北最具影响力十大文物景观”，景州塔入列候选名单，但最终未能入选。2015年，景州塔的相关保护规划获国家文物局批复同意。

## 结构
景州塔位于中华人民共和国河北省衡水市景县，为一座八角十三层楼阁式砖石塔，通高63.85米。底部建有底座，周长为50.5米。整座塔共分为塔基、塔身和塔刹三个部分，其中塔基位于底座之上，由巨型青石铺成，下方有一口深井。塔身位于塔座之上，全部由砖砌成。底部为须弥座，顶部为仰莲，仰莲上方承托第一层塔身各层正东、正西、正南、正北四个方向开有券门，在第二层以上的室身内有拱形走廊。塔室为穿心式构造，内有砖砌阶梯连接各层走廊，可登至景州塔的最顶层。塔身顶部为5个大小不同青铜葫芦垂直组成的塔刹，高2.05米，塔刹下方罩有高3.3米的铁刹网，正东、正西、正南、正北四个方向各悬挂一面铁匾，其中正南侧铁匾上铸有3尊佛像，其余三面均写有“齐隋重修”字样。

## 文物
1973年，在对景州塔进行重修时，施工人员在塔刹内发现3部共计9册明代木版佛经，其中《大乘法莲华经》六册，《大乘诸品经咒》一册，《药师琉璃光如来本愿功德经》二册。此外还有一尊释迦牟尼涅槃卧式铜佛。